# Potálie
Potálie (Potalia) je rod rostlin z čeledi hořcovité. Jsou to chudě větvené nebo nevětvené keře a stromy s velkými listy, rostoucí v podrostu tropických deštných lesů. Větévky vrcholových květenství jsou nápadně žluté nebo oranžové. Plodem je bobule. Rod zahrnuje 7 druhů a je rozšířen výhradně v tropické Americe. Některé druhy mají význam v místní medicíně.

## Popis
Potálie jsou keře až nevelké stromy, dorůstající výšky 2 až 12 metrů. Stonek je řídce větvený nebo jednoduchý. Listy jsou nezřídka rozměrné (až přes 1 metr dlouhé), jednoduché, vstřícné, řapíkaté, nahloučené na koncích větví nebo na vrcholu stonku. Žilnatina je zpeřená s mnoha postranními žilkami. Květy jsou pravidelné, uspořádané ve vrcholových vidlanech. Větévky květenství jsou jasně žluté nebo oranžové. Kalich je čtyřčetný, až k bázi členěný, bělavý, žlutý nebo oranžový, za plodu vytrvalý. Koruna je bílá, žlutá nebo zelená, osmi až desetičetná, dužnatá. Korunní trubka je ve spodní části úzká a výše rozšířená. Tyčinek je 8 až 10, přirůstají v polovině korunní trubky a nevyčnívají z květů. Nitky tyčinek jsou krátké a srostlé v trubičku. Semeník je srostlý ze 2 plodolistů a obsahuje mnoho vajíček. Čnělka je krátká, zakončená hlavatou bliznou. Plodem je dužnatá, za čerstva zelená bobule. Semena jsou zploštělá, eliptická, bezkřídlá.

## Rozšíření
Rod potálie zahrnuje 9 druhů. Je rozšířen výhradně v tropické Americe od Kostariky po Peru, Brazílii a Bolívii. Největší areál má druh P. resinifera, rozšířený na velké části Amazonie a v přilehlých oblastech. Některé druhy jsou endemity relativně nevelkých oblastí.
Potálie rostou charakteristicky v podrostu tropických deštných lesů v nadmořských výškách 0 až 1100 metrů.

## Ekologické interakce
Květy některých druhů (Potalia elegans, P. amara) jsou navštěvovány kolibříky.

## Taxonomie
Rod Potalia je v rámci čeledi hořcovité řazen do tribu Potalieae a subtribu Potaliinae. Nejblíže příbuzným rodem je dle výsledků molekulárních studií africký rod Anthocleista a dále rod Fagraea z asijské a australské oblasti. Tyto rody spojuje v rámci čeledi neobvyklý typ plodů (dužnaté bobule), rody Potalia a Anthocleista mají navíc i podobný, rovněž neobvyklý počet květních částí. V minulosti byl rod Potalia považován za monotypický, zastoupený jediným variabilním druhem (P. amara) a byl zařazován do čeledi logániovité (Loganiaceae).

## Význam
Potalia elegans je používána v domorodé medicíně Jižní Ameriky při zánětech, horečkách a hadím uštknutí. P. amara je navíc využívána při syfilis aj. pohlavních chorobách, bolestech, vředech, jako laxativum aj. Silný nálev z listů se podává při otravě maniokem.